# ヨーナ・トイヴィオ
ヨーナ・トイヴィオ（Joona Toivio 、1988年3月10日 - ）は、フィンランド・シポー出身の元同国代表プロサッカー選手。HJKヘルシンキ所属。ポジションはDF。

## クラブ経歴
HJKヘルシンキのアカデミー出身。2004年にはマンチェスター・ユナイテッドFCのトライアルに参加したが、正式契約には至らなかった。
2007年1月、AZアルクマールと契約を結んだ。AZではU-19とU-21チームでプレーしたが、トップチームでの出場機会は無かった。
2010年1月、スウェーデンのユールゴーデンIFに加入。
2013年3月13日、ノルウェーのモルデFKに移籍。
2018年2月、ポーランドのブルク＝ベット・テルマリカ・ニエチェツァに移籍。
2018年8月、BKヘッケンに加入。
2021年11月1日、HJKヘルシンキに3年契約で移籍した。

## 代表歴
U-21代表ではキャプテンを務めた。2011年2月、ベルギー代表とのフレンドリーマッチでフル代表デビュー。
2021年6月、UEFA EURO 2020大会参加メンバーに選出された。
2021年11月16日の2022 FIFAワールドカップ・予選フランス代表戦後、代表引退を表明した。

### 代表戦での得点
2018年1月11日現在
| #  | 開催日        | 会場                               | 対戦国         | 得点 | 結果 | 大会               |
| -- | ------------- | ---------------------------------- | -------------- | ---- | ---- | ------------------ |
| 1. | 2011年10月7日 | ヘルシンキ・オリンピックスタジアム | スウェーデン   | 1–2  | 1–2  | UEFA EURO 2012予選 |
| 2. | 2013年3月26日 | スタッド・ヨジー・バーテル         | ルクセンブルク | 3–0  | 3–0  | 親善試合           |
| 3. | 2018年1月11日 | シェイク・ザイード・スタジアム     | ヨルダン       | 1–0  | 2–1  | 親善試合           |

## タイトル

### クラブ
モルデ
- エリテセリエン: 2014
- ノルウェー・カップ: 2013、2014[12]

ヘッケン
- スウェーデンカップ: 2018–19[13]